# Bazoches-sur-le-Betz
Bazoches-sur-le-Betz település Franciaországban, Loiret megyében. Lakosainak száma 968 fő (2022. január 1.). Bazoches-sur-le-Betz Jouy, Domats, Le Bignon-Mirabeau, Ervauville, Foucherolles, Montacher-Villegardin és Rozoy-le-Vieil községekkel határos.

## Népesség
A település népességének változása:
| Lakosok száma | 222  | 285  | 518  | 830  | 975  | 964  | 946  | 969  | 980  | 968  |
|               | 1968 | 1982 | 1990 | 2006 | 2013 | 2015 | 2017 | 2019 | 2020 | 2022 |